# Tharsis Tholus
Il Tharsis Tholus è una struttura geologica della superficie di Marte.